# Rubus desarmatus
Rubus desarmatus är en rosväxtart som beskrevs av Abraham van de Beek. Rubus desarmatus ingår i släktet rubusar, och familjen rosväxter. Inga underarter finns listade i Catalogue of Life.